# Чибриж
Чибри́ж, Чиби́ш, Чибиж (укр. Чибриж) — левый приток Смяча, протекающий по Городнянскому району (Черниговская область, Украина).

## География
Длина — 18, по другим данным — 12 км. Площадь водосборного бассейна — 131 км². Скорость течения — 0,1. Используется для рыбалки.
Русло умеренно-извилистое. Создано несколько прудов на реке (в частности в Городне с двумя шлюзами на улицах Троицкая и Независимости), и ручьях впадающих в реку; крупнейший — пруд Черемошное (что севернее Городни). Пойма заболоченная с луговой растительностью.
Берёт начало на болотном массиве (преобразован осушительными работами) южнее Хотивля (Городнянский район). Река течёт на юго-восток. Впадает в Смяч южнее села Пивневщина (Городнянский район).
В Городне есть общественный пляж, но купание запрещено. На болотном массиве в верховье реки создан заказник Опанасовое в 1979 году с площадью 285 га, на пруду Черемошное и его прибрежной полосе — заказник Черемошное в 1995 году с площадью 177 га. Объём пруда (водохранилища) Черемошное — 2,6 млн м³ — 2-е по объёму водохранилище Черниговской области, уступая Калита-Гало. 
Ранее (в 1929 году) на реке (верховье) были расположены деревня Черемошня и хутор Кривцов.
Притоки: ручьи, например Вагы (что протекал в селе Ваганичи)
Населённые пункты на реке (от истока к устью):
Городнянский район
1. город Городня
2. Хриповка
3. Пивневщина